# Phedimus kamtschaticus
Phedimus kamtschaticus (Sedum kamtschaticum) là một loài thực vật có hoa trong họ Crassulaceae. Loài này được Fisch. miêu tả khoa học đầu tiên năm 1841.